# Архангело-Пашийский завод
Арха́нгело-Паши́йский чугуноплави́льный и железоде́лательный заво́д — старейший металлургический завод в Западном Приуралье, основанный в 1785 (по другим данным — в 1784) году и действовавший до 1924 года. Входил в состав Нытвенского горнозаводского округа.

## История

### XVIII век
В 1750 году барон А. Н. Строганов выражал намерения построить завод в Западном Приуралье. В 1772 году о строительстве завода ходатайствовал супруг А. А. Голицыной, М. М. Голицын. Заводскую дачу Анна Александровна получила в 1763 году по наследству от отца, А. Г. Строганова. Но лишь 5 мая 1785 года М. М. Голицын получил разрешение Пермской казённой палаты на строительство завода. Место было выбрано в устье реки Пашийки при впадении её в Вижай, в 184 верстах к северо-востоку от Перми.
Завод был запущен 23 декабря 1786 года в составе доменной печи и двух молотовых фабрик. В 1788 году была построена вторая домна. В конце XVIII века на заводе работали две доменные печи высотой 13,9 м, 6 кричных горнов и 6 молотов, якорный горн и молот, кузница и лесопильная мельница. Заводская плотина в этот период имела длину 95 саженей, ширину в нижней части 45 саженей, в верхней — 18 саженей. В 1794 году на заводе работали 628 крепостных крестьян мужского пола, на вспомогательных работах было задействовано 394 человека. В 1788 году было произведено 128 тыс. пудов чугуна и 17 тыс. пудов железа, в 1800 году — 253 тыс. пудов чугуна и 24 тыс. пудов железа. Чугун и железо отправлялись для переработки на Нытвенский завод по рекам Вижай → Вильва → Усьва → Чусовая → Кама. Часть товарного железа тем же путём отправлялась на продажу в Нижний Новгород. Площадь заводской дачи составляла 94 тыс. десятин (по другим данным — 222 тыс. десятин). Красный железняк с содержанием железа 35—47 % добывали на Зыковском, Журавлинском и Сергиевском рудниках, расположенных на расстоянии от 2 до 12 вёрст от завода. Руда имела вредные примеси серы и фосфора.

### XIX век
В 1818 году была построена третья домна высотой 17,1 м. В 1840 году кричный способ производства железа был частично заменён пудлинговым. В 1843 году были установлены прокатный и резной станы. Выплавка чугуна в 1806 году составляла в 206 тыс. пудов, в 1827 году — 214 тыс. пудов, в 1858 году — 315 тыс. пудов, в 1860 году — 307 тыс. пудов, производство кричного железа в 1801 году — 30 тыс. пудов, в 1827 году — 45 тыс. пудов, в 1860 году — 60 тыс. пудов. Численность жителей заводского посёлка в 1858 году составляла 2468 человек.
В 1859 году в составе завода действовали 3 доменные печи, 8 кричных горнов, 4 пудлинговых печи, 2 газопудлинговых, 3 сварочных, прокатный и резной станы. Энергетическое хозяйство состояло из 13 водяных колёс общей мощностью в 402 л. с. В этом же году производство чугуна составило 267,5 тыс. пудов, кричного железа — 42,5 тыс. пудов, пудлингового — 57 тыс. пудов. В 1860 году штат завода состоял из 893 человек.
После отмены крепостного права производство чугуна снизилось с 315 тыс. пудов в 1861 году до 208 тыс. пудов в 1862 году и 212 тыс. пудов в 1863 году. В дальнейшем дореформенный уровень производства был восстановлен: в 1868 году было произведено 275 тыс. пудов чугуна, в 1870 году — 281 тыс. пудов, в 1875 году — 350 тыс. пудов, в 1879 году — 181 тыс. пудов, в 1880 году — 283 тыс. пудов. Производство железа снижалось: в 1863 году было произведено 88 тыс. пудов, в 1870 году — 43 тыс. пудов, в 1874 году — 25 тыс. пудов, в 1875 году — 10 тыс. пудов, в 1876 году — 22 тыс. пудов. В 1876 году производство железа было полностью прекращено.

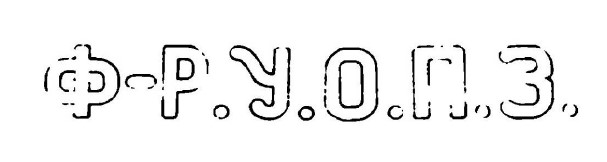
Заводское клеймо 1880-х годов

В 1879 году сын М. М. Голицына, Сергей Михайлович, передал Архангело-Пашийский завод Франко-русскому Уральскому обществу, которое вскоре было ликвидировано. В этот период заводское клеймо представляло собой аббревиатуру «Ф-Р.У.О.П.З» — Франко-русского Уральского общества Пашийский завод. В 1889 году С. М. Голицын сдал завод в аренду Камскому акционерному обществу железо-сталеделательных заводов. В 1880—90-х годах завод был переоборудован: высота доменных печей была увеличена, все печи были переведены на горячее дутьё. В 1888 году была запущена четвёртая домна, установлены дробилки руды с паровым двигателем, рудообжигательные печи Мозера, новые воздухонагреватели, более мощные воздуходувные машины. В 1897 году последние водяные колёса были заменены 3 паровыми двигателями общей мощностью в 420 л. с.
После постройки Чусовского завода в 1883 году чугун стал направляться для переработки на этот завод. В 1899 году Архангело-Пашийский завод был соединён узкоколейной железнодорожной веткой протяжённостью в 7,5 вёрст со станцией Пашия. В 1884 году на заводе работало 350 человек на основных работах и 650 на вспомогательных, в 1900 году — 382 и 230 человек соответственно. В 1900 году завод выплавил более 1,6 млн пудов чугуна, что вывело его в число крупнейших чугуноплавильных заводов Урала.

### XX век
В начале XX века на заводе работало 4 доменных печи, дробильная фабрика, 8 рудообжигательных печей системы Мозера, 4 шахтных печи для обжига руды, 6 воздухонагревателей, 2 воздуходувуки с паровыми двигателями.
В годы экономического кризиса 1900—1903 годов выплавка чугуна сократилась до 1411 тыс. пудов в 1901 году и 942 тыс. пудов в 1908 году. В дальнейшем объёмы производства возросли. В 1910 году было выплавлено 1824 тыс. пудов чугуна, в 1911 году — 2193 тыс. пудов. В 1911 году на основных работах было занято 196 человек, на вспомогательных — 260 человек.
В годы Первой мировой войны завод стал испытывать сложности в обеспечении рудой и углём, объёмы производства чугуна снижались. В 1914 году было выплавлено 1366 тыс. пудов, в 1915 году — 1224 тыс. пудов, в 1916 году — 941 тыс. пудов.
После Октябрьской революции в 1918 году завод был национализирован и стал называться Пашийским заводом.
В июне 1924 года завод был остановлен и законсервирован, рудники были затоплены, а все работники уволены.
8 апреля 1935 года в Наркомате тяжёлой промышленности было принято решение о переводе доменных печей Пашийского завода на плавку бокситов и организацию производства быстротвердеющего глинозёмистого цемента. 16 октября 1941 года был запущен помольный цех, в 1948 году — литейный цех. С этого времени завод перепрофилировался в металлургическо-цементный.
В 1950—80-х годах была построена новая домна, ширококолейная железнодорожная ветка, производство было переведено на природный газ. В начале 1990-х годов завод получил статус акционерного общества закрытого типа.

## Галерея

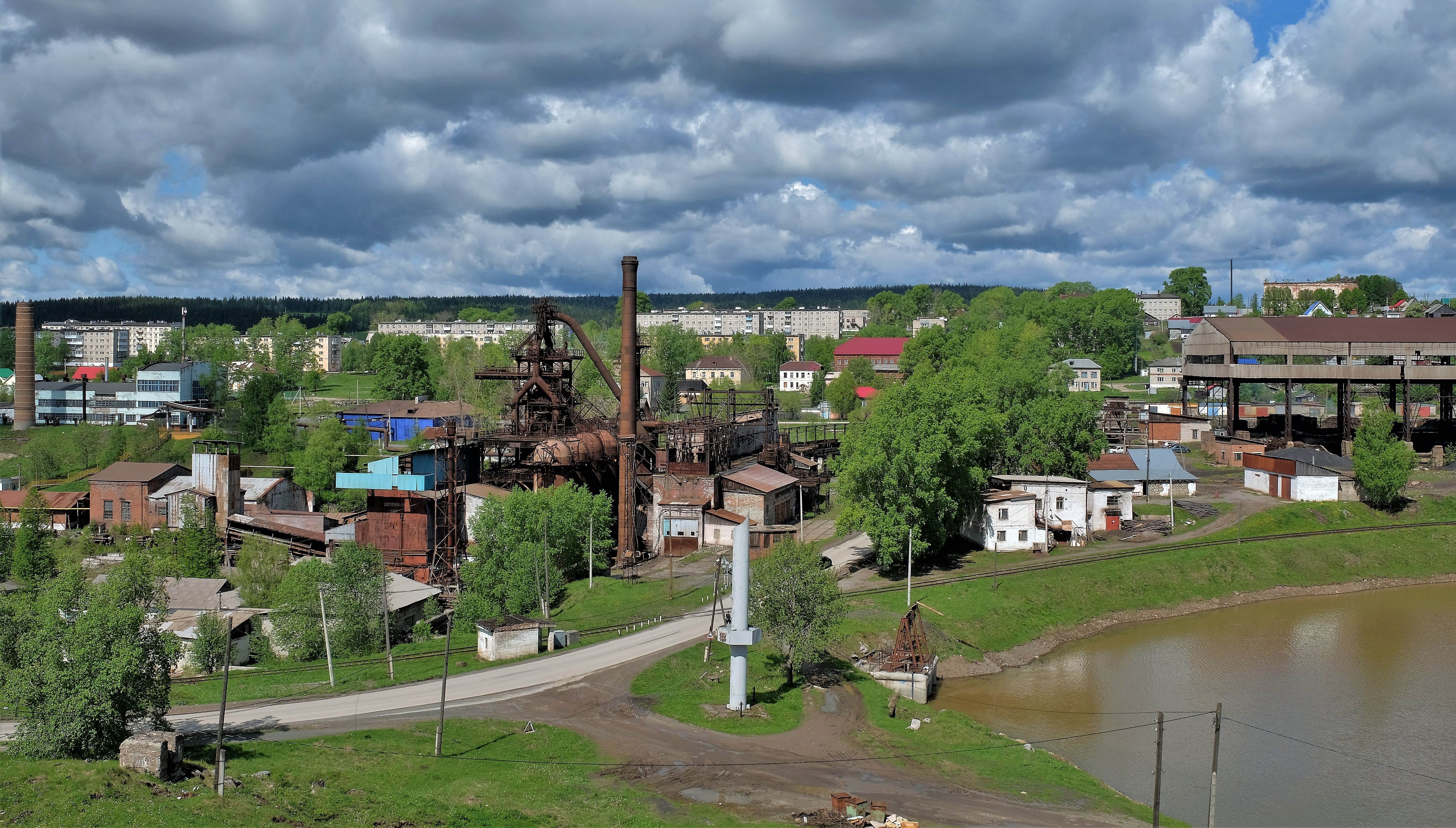
Вид на завод, плотину и пруд
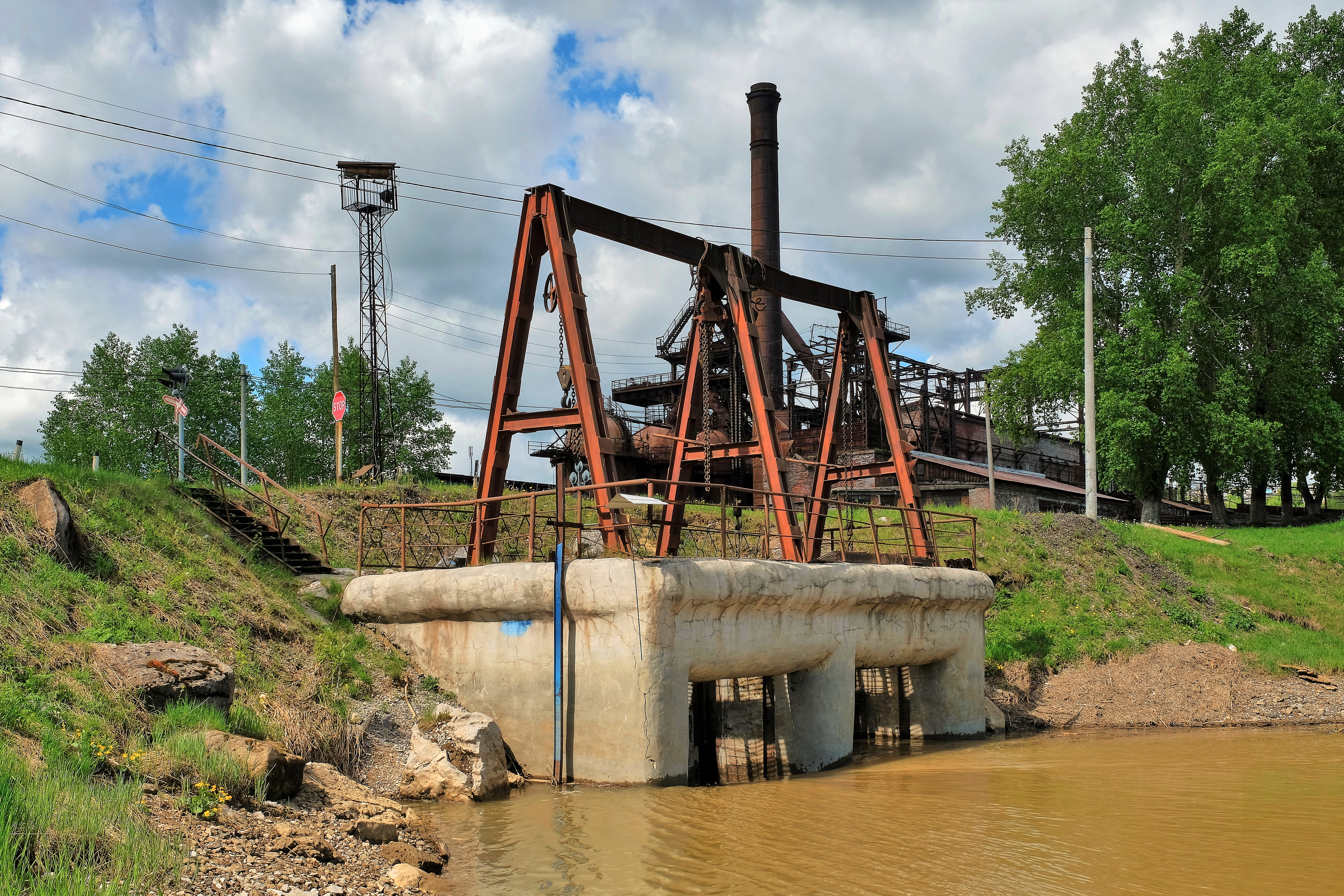
Плотина заводского пруда в 2020 году
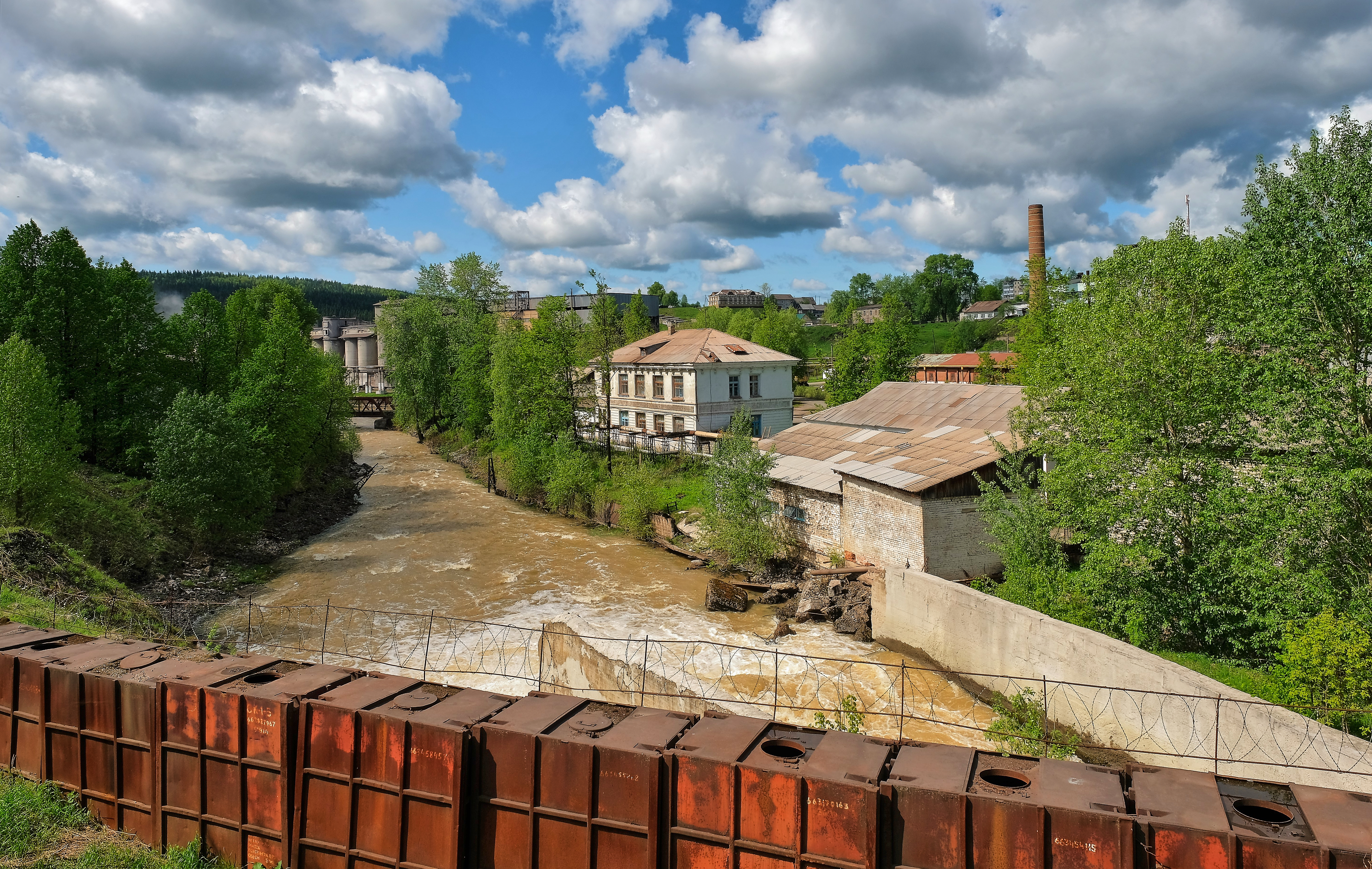
Слив плотины
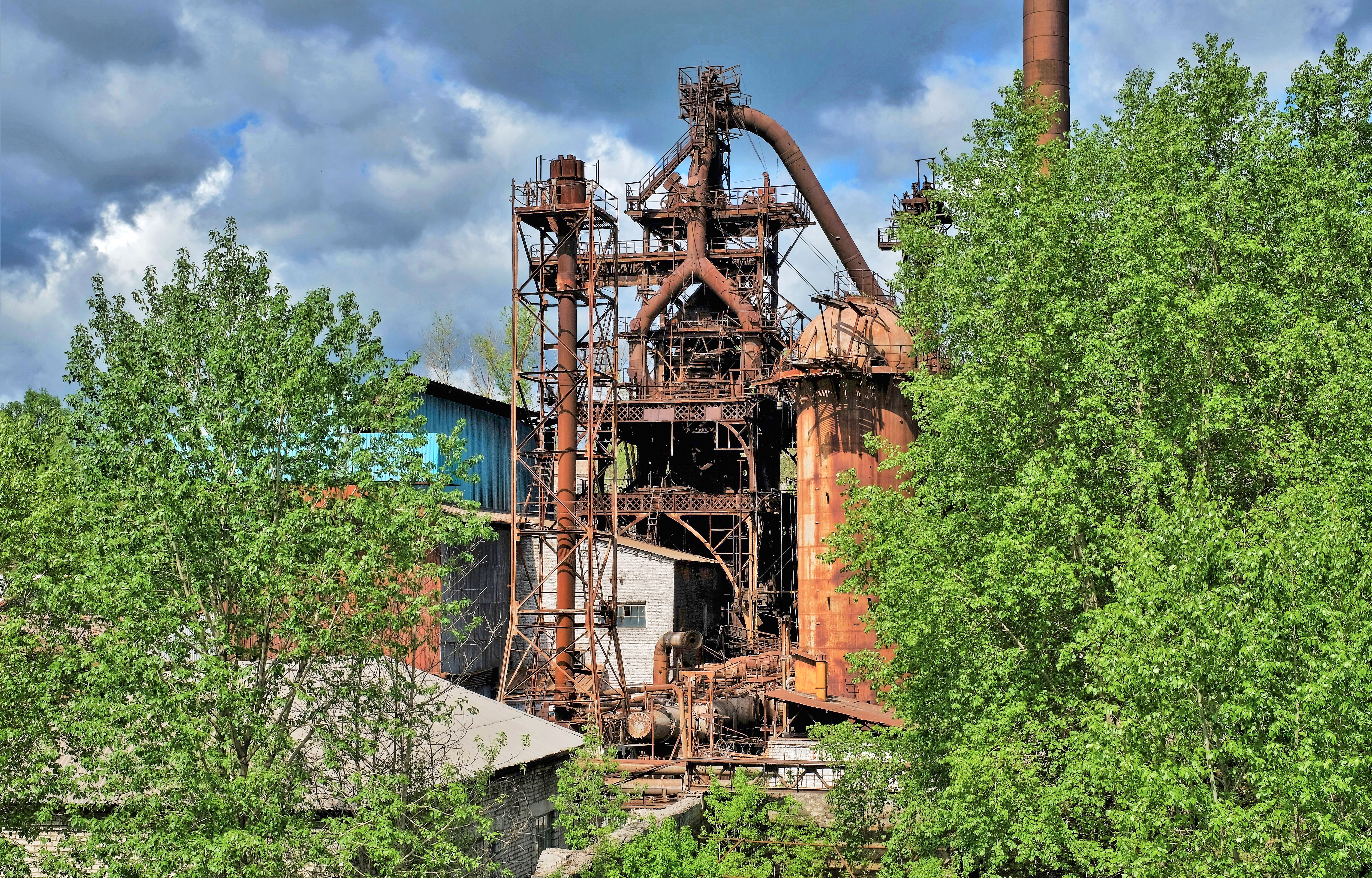
Недействующая домна
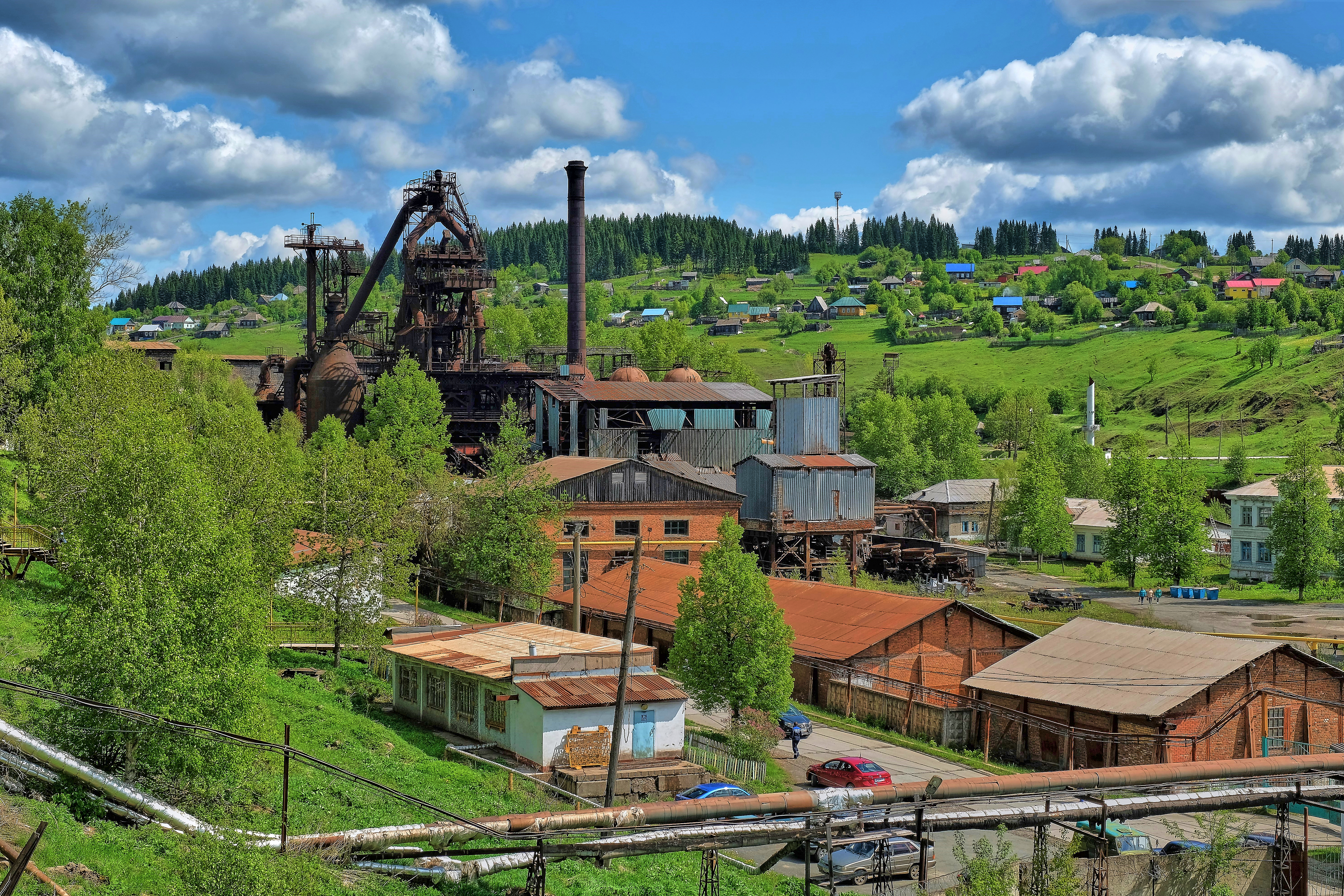
Корпуса завода в 2020 году